# Roś
Roś (polsk: Jezioro Roś, tysk: Roschsee) er en sø i det masuriske sødistrikt i det polske Warmińsko-Mazurskie voivodskab. Denne S-formede gletsjersø har et areal på 18,9 km2 og en dybde på 31,8 meter er blandt de 20 største søer i Polen. Floderne Swięcek og Konopka  løber ud i søen, mens floden Pisa løber ud af den. Den største by ved søen er Pisz. Jeglinner/Wagenauer-kanalen, der forgrener sig fra søen Sexter og blev bygget mellem 1845 og 1849, er forbundet med søen Roś.